# Гулящая
«Гуля́щая» — художественный фильм-драма режиссёра Ивана Кавалеридзе по мотивам одноимённого романа Панаса Мирного.
Фильм снят на чёрно-белой плёнке.
Четвёртая большая роль Людмилы Гурченко (после фильма «Карнавальная ночь»).

## Сюжет
Рассказ о трагической судьбе украинской крестьянской девушки Христины (Людмила Гурченко).
Её отец, возвращаясь из города, куда ходил достать денег, чтобы заплатить налоги, замерзает по дороге. Затем умирает мать. В Христину же влюбляется сын местного богача, который затем лицемерием и обманом выпроваживает ее из деревни в наймы своему приятелю купцу Загнибеде, живущему в городе. Тот, увлёкшись Христиной, убивает свою жену, а девушку одарив подарками, отправляет обратно в деревню. Вскоре на Христину падает подозрение в соучастии в убийстве. Хоть её вина и не  доказана, но все попытки устроиться на работу тщетны, а её любовь и доверие к людям оборачивается предательством и ложью. Последним пристанищем несчастной женщины становится кафе "Шантан", где опустошённая и потерявшая смысл в жизни она развлекает сытую, равнодушную к её судьбе публику.
В конце концов она решает возвратиться домой в село. На дворе — зима, метет метель. Христина доходит до своего села ночью. Она стучится в одну из хат, просит впустить переночевать, но ее не впускают и она замерзает насмерть.

## В ролях
- Людмила Гурченко — Христина
- Маргарита Гладунко — Марина, односельчанка Христи, живущая в городе
- Николай Козленко — Лука Фёдорович Довбня; скрипач-пьяница, влюбленный в Марину
- Василий Векшин — Григорий Петрович Проценко, квартирант вторых хозяев Христины в городе
- Николай Пишванов — Грицко Супруженко
- Павел Шкрёба — Колесник
- Степан Шкурат — Кирило, слуга в поместье Колесника
- Георгий Бабенко — Антон Петрович Рубец, второй хозяин Христи
- Н. Маркина — Пистина Ивановна
- Александр Гумбург — Кныш
- Пётр Михневич — Загнибеда
- Вера Родионова — Приська
- Анна Николаева — Мария
- Леонид Данчишин — Фёдор
- Людмила Татьянчук — Горпина
- Таисия Литвиненко — эпизод (нет в титрах)
- Григорий Тесля — купец (нет в титрах)
- Иван Матвеев — пономарь

## Создатели картины
- Режиссёр: Иван Кавалеридзе
- Автор сценария: Надежда Капельгородская
- Оператор: Владимир Войтенко
- Композитор: Борис Лятошинский
- Директор фильма: Алексей Ярмольский[2]

## Прокат
Входит в список самых кассовых советских фильмов кинопроката 1961 года (под № 10).
Картину посмотрели 27,8 млн зрителей за первый год демонстрации.

## Критика
Кинокритик Виктор Дёмин назвал фильм «далеко не лучшей из режиссёрских работ И. Кавалеридзе». По его мнению, картина оказалась «мозаично-разностильной», «в драматургическом отношении она распалась на сценки и эпизоды, едва-едва связанные между собой», а «в художественном смысле — это смесь мотивов из одноименного романа П. Мирного с приёмами, типичными для агиток первых послереволюционных лет».
В подходе к актёрам кинокритик увидел «откровенное торжество дурной театральщины». «Не сведённые в ансамбль, без ощущения партнёра, предоставленные сами себе, — писал В. Дёмин, — исполнители не могли не впасть в наигрыш и упрощенство, в жеманную манерность и схематизм». По словам критика, исполнительница главной роли Л. Гурченко вынуждена весь фильм декламировать печальные диалоги со слезливой интонацией и лишь в эпизоде попадания в прикрытый вывеской кафешантана публичный дом «находит неожиданную краску», яростно отплясывая танец «с яростью существа, мстящего за поругание».